# André Hoekstra
Pour les articles homonymes, voir Hoekstra.
André Hoekstra  est un footballeur néerlandais né le 5 avril 1962 à Baarn. Il évoluait au poste de milieu de terrain.

## Biographie

### Joueur
Au cours de sa carrière, il est joueur du Feyenoord Rotterdam et du RKC Waalwijk.
Il commence sa carrière en 1981 au sein du Feyenoord Rotterdam. Il évolue pendant sept saisons avec ce club avec lequel il réalise le doublé Coupe des Pays-Bas-championnat en 1984.
Il réalise sa meilleure performance lors de la saison 1983-1984, où il inscrit 19 buts en championnat avec le Feyenoord.
Lors de son passage au Feyenoord Rotterdam, il participe aux compétitions européennes, et joue deux matchs en Coupe des clubs champions pour aucun but marqué, et 15 matchs en Coupe UEFA, pour trois buts marqués.
En 1988, il est transféré au RKC Waalwijk. Il se met en évidence lors de sa première saison à Waalwijk, en étant l'auteur d'un quadruplé lors de la réception du VVV Venlo, le 28 août 1988 (victoire 6-0). Hoekstra inscrit un total de 14 buts en championnat cette saison là. Il raccroche les crampons à la fin de la saison 1993-1994.
En première division néerlandaise, au total, il inscrit 317 buts en 106 matchs.

### En équipe nationale
International néerlandais, il reçoit une unique sélection en équipe des Pays-Bas le 14 mars 1984 contre le Danemark (victoire 6-0 à Amsterdam).

### Entraîneur
Il est entraîneur de l'ADO La Haye lors de la saison 1998-1999.

## Palmarès
Feyenoord
- Championnat des Pays-Bas (1) :
  - Champion : 1983-84.

- Coupe des Pays-Bas (1) :
  - Vainqueur : 1983-84.

## Galerie

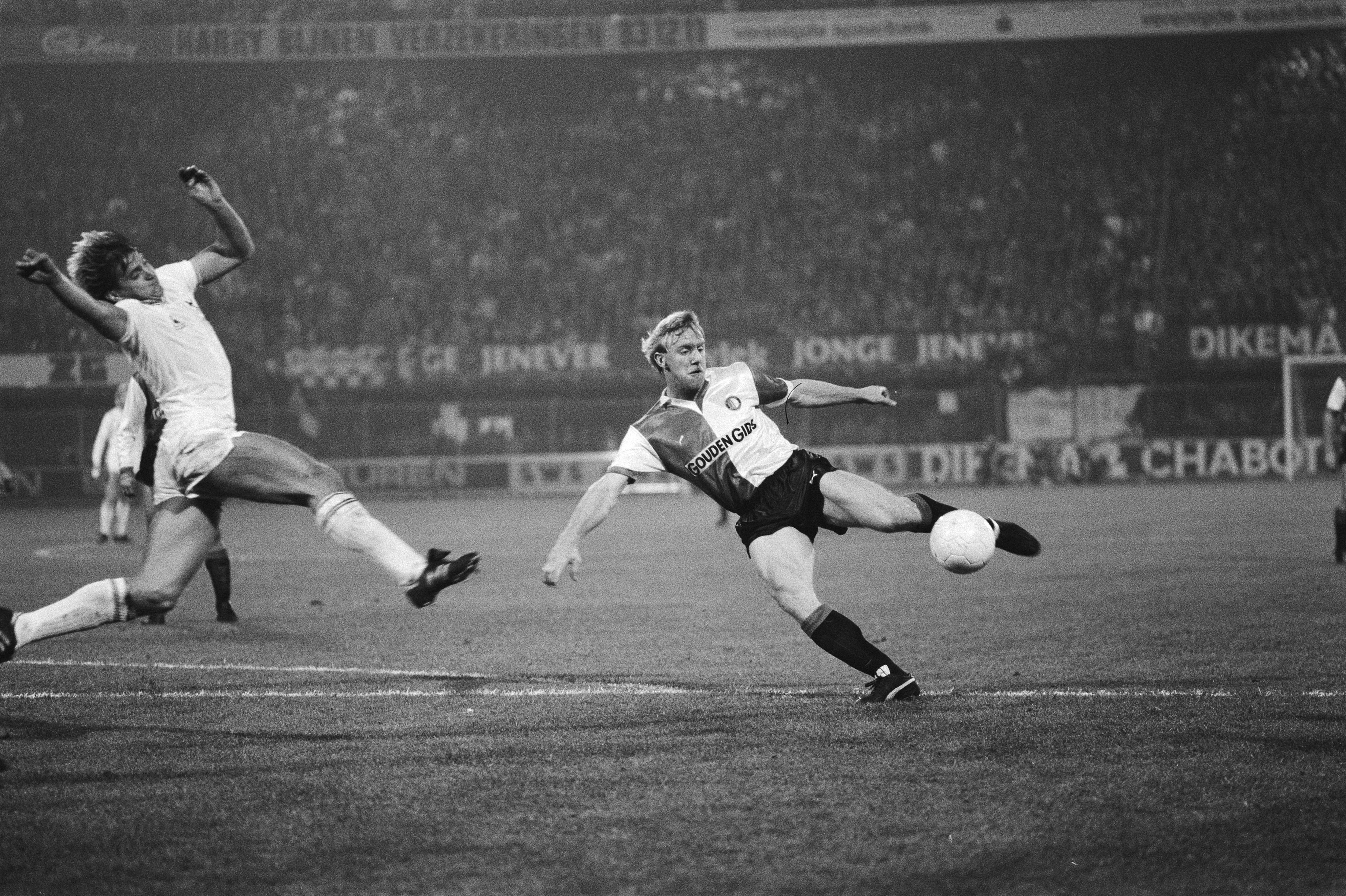
André Hoekstra lors du deuxième tour retour de la Coupe UEFA 1983-1984 contre Tottenham